# ترحيل القراشاي

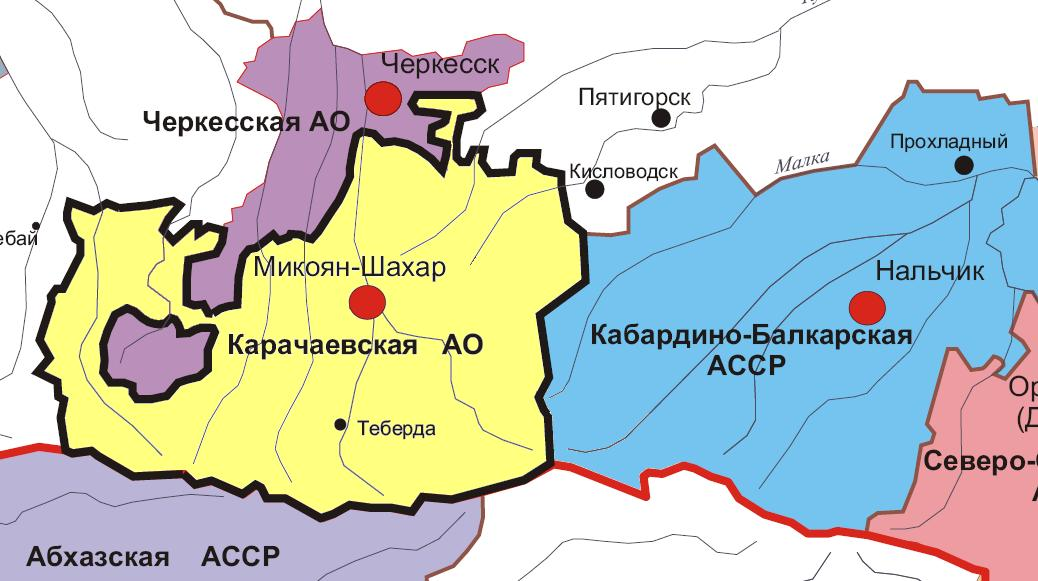
خريطة قراتشاي

ترحيل القراشاي (بالروسية: Депортация карачаевцев)، وأطلق عليه أيضًا اسم عملية النورس، هو النقل القسري لكامل شعب القراشاي على يد الحكومة السوفييتية من شمال القوقاز إلى آسيا الوسطى، وبالأخص كازاخستان وقيرغيزستان الاشتراكية السوفييتية، في نوفمبر 1943، خلال العالم الحرب الثانية. جاء أمر الطرد من قبل رئيس المفوضية الشعبية للشؤون الداخلية المدعو لافرينتي بيريا عقب موافقة رئيس الوزراء السوفييتي يوسف ستالين. هُجر ما يقارب 70,000 فرد من القراشاي القوقازيين من أرضهم الأصلية. شكلت الجريمة جزءًا من برنامج التوطين القسري في الاتحاد السوفييتي ونقل السكان الذي أثر على عدة ملايين من أفراد الأقليات العرقية السوفيتية غير الروسية بين ثلاثينيات وخمسينيات القرن الماضي.
جاء الترحيل بصورة رسمية ردًا على التعاون المزعوم لشعب القراشاي مع القوات الألمانية المحتلة. اقتصر الترحيل في البداية على أفراد عائلات قطاع الطرق المتمردين خلال الحرب العالمية الثانية، ووُسع نطاق الترحيل فيما بعد ليشمل مجموعة القراشاي العرقية بأكملها. رفضت الحكومة السوفيتية الاعتراف بخدمة 20,000 فرد من القراشاي في الجيش الأحمر، وهو عدد يفوق بكثير عدد المتعاونين مع الجنود الألمان والمقدر بـ 3000 فرد. ساهم الترحيل في وفاة ما بين 13,000 و19,000، ما أدى إلى بلوغ معدل الوفيات نسبة 19٪ لدى السكان المرحلين. مثّل شعب القراشاي أول مجموعة عرقية في شمال القوقاز استُهدفت من قبل سياسة ستالين لإعادة التوطين الكامل، والتي شملت فيما بعد خمس مجموعات أخرى.
أُعيد تأهيلهم في عام 1956 بعد أن أصبح نيكيتا خروتشوف رئيس الوزراء السوفيتي الجديد وبدأ بعملية اجتثاث الستالينية. في عام 1957، أُطلق سراح القراشاي من المستوطنات الخاصة وسُمح لهم بالعودة إلى منطقتهم الأصلية، والتي أصبحت تُعرف رسميًا باسم إقليم القراشاي والشركس ذو الحكم الذاتي. بحلول عام 1959، استقر ما يقارب 85٪ من القراشاي السوفييتين في قراتشاي تشيركيسيا. لاحقًا في عام 1989، أعلنت الحكومة السوفيتية أن الترحيل كان جريمة. يذكر بعض العلماء المعاصرين مثل مانوس ميدلارسكي الشيشان والإنغوشيين والقلميقيين والقاراشاي كمجموعات عرقية مورس التمييز ضدها عبر سلوك الإبادة الجماعية المزعوم لستالين.